# Rohrman
Rohrman je priimek več znanih Slovencev:
- Stanislav Rohrman (1899—1973), arhitekt
- Viktor Rohrman (1858—1939), narodni delavec in gospodarstvenik
- Viljem Rohrman (1862—1939), kmetijski strokovnjak in publicist